# کریستین میلیوتی
کریستین میلیوتی (انگلیسی: Cristin Milioti؛ زادهٔ ۱۶ اوت ۱۹۸۵) بازیگر آمریکایی است. او برای بازی در نقش تریسی مک‌کانل در سیت‌کام آشنایی با مادر از سال ۲۰۱۳ تا ۲۰۱۴ و برای بازی در نقش سوفیا فالکون در مجموعهٔ درام جنایی پنگوئن (۲۰۲۴) شناخته شده است.
میلیوتی همچنین در فیلم گرگ وال استریت (۲۰۱۳)، فیلم پالم اسپرینگز (۲۰۲۰)، فصل دوم مجموعهٔ جنایی فارگو (۲۰۱۵)، مجموعهٔ کمدی ساخته‌شده برای عشق (۲۰۲۱–۲۰۲۲) و مجموعهٔ کمدی معمایی استراحتگاه (۲۰۲۲) بازی کرده است.

## فیلم‌شناسی

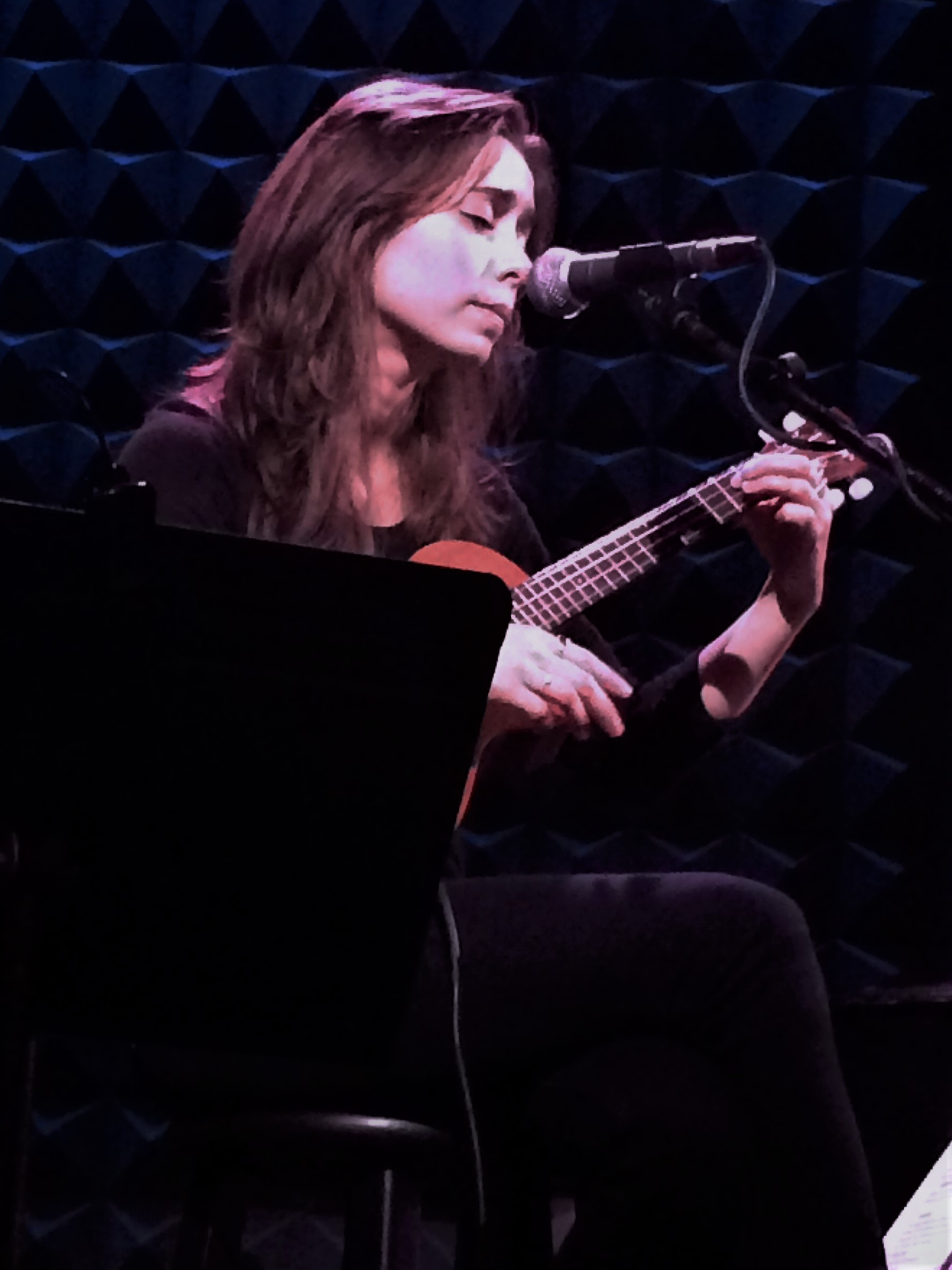
میلیوتی در سال ۲۰۱۳

### سینما
| سال  | فیلم                                 | نقش                     | توضیحات    |
| ---- | ------------------------------------ | ----------------------- | ---------- |
| ۲۰۰۷ | Greetings from the Shore             | Didi                    |            |
| ۲۰۰۹ | Year of the Carnivore                | Sammy Smalls            |            |
| ۲۰۱۱ | اشلی                                 | Cristin                 | فیلم کوتاه |
| ۲۰۱۲ | Sleepwalk with Me                    | Janet Pandamiglio       |            |
| ۲۰۱۲ | من بن هستم                           | The Journalist          |            |
| ۲۰۱۲ | The Brass Teapot                     | Brandi                  |            |
| ۲۰۱۳ | Bert and Arnie's Guide to Friendship | Faye                    |            |
| ۲۰۱۳ | گرگ وال استریت                       | Teresa Petrillo Belfort |            |
| ۲۰۱۴ | The Occupants                        | Lucy                    |            |
| ۲۰۲۰ | پالم اسپرینگز                        | Sarah Wilder            |            |

### تلویزیون
| سال       | فیلم              | نقش                     | توضیحات                                   |
| --------- | ----------------- | ----------------------- | ----------------------------------------- |
| ۲۰۰۶      | 3 lbs             | Megan Rafferty          | قسمت: "Bad Boys"                          |
| ۲۰۰۶–۲۰۰۷ | سوپرانوز          | Catherine Sacrimoni     | 3 episodes                                |
| ۲۰۰۹      | The Unusuals      | Sketch Artist           | 2 episodes                                |
| ۲۰۱۰      | همسر خوب          | Onya Eggertson          | قسمت: "Taking Control"                    |
| ۲۰۱۱      | ۳۰ راک            | Abby Flynn              | قسمت: "TGS Hates Women"                   |
| ۲۰۱۱      | Nurse Jackie      | Monica                  | قسمت: "...Deaf Blind Tumor Pee-Test"      |
| ۲۰۱۳–۲۰۱۴ | آشنایی با مادر    | تریسی مک‌کانل            | 14 قسمت                                   |
| ۲۰۱۴–۲۰۱۵ | A to Z            | Zelda Vasco             | 13 قسمت                                   |
| ۲۰۱۵      | فارگو             | Betsy Solverson         |                                           |
| ۲۰۱۵–۲۰۱۶ | The Mindy Project | Whitney                 | 5 قسمت                                    |
| ۲۰۱۶–۲۰۱۸ | The Venture Bros. | Sirena / various voices | صداپیشه, 8 قسمت                           |
| ۲۰۱۷      | آینه سیاه         | Nanette Cole            | قسمت: "یواس‌اس کالیستر"                    |
| ۲۰۱۸      | No Activity       | Frankie                 | نقش اصلی (فصل 2)                          |
| ۲۰۱۹      | عشق امروزی        | Maggie Mitchell         | قسمت: "When the Doorman Is Your Main Man" |
| ۲۰۲۰      | جستجوی افسانه‌ای   | Bean                    | قسمت: "A Dark Quiet Death"                |
| ۲۰۲۰      | Death to 2020     | Kathy Flowers           | ویژه‌برنامه تلویزیونی                      |
| ۲۰۲۱      | Ziwe              | Friend                  | قسمت: "55%"                               |
| ۲۰۲۱      | سیمپسون‌ها         | Barb                    | صداپیشه قسمت: "A Serious Flanders"        |
| ۲۰۲۱      | Death to 2021     | Kathy Flowers           | ویژه‌برنامه تلویزیونی                      |
| ۲۰۲۱–۲۰۲۲ | Made for Love     | Hazel Green             | نقش اصلی                                  |
| ۲۰۲۲      | The Resort        | Emma Reed               | نقش اصلی                                  |
| ۲۰۲۳      | برگری باب         | Alice                   | صداپیشه قسمت: "Radio No You Didn't"       |
| ۲۰۲۴      | Hit-Monkey        | Iris McHenry            | صداپیشه فصل 2                             |
| ۲۰۲۴      | پنگوئن            | سوفیا فالکون/ دارزن     | مجموعه محدود                              |